# Cathedral Caverns State Park

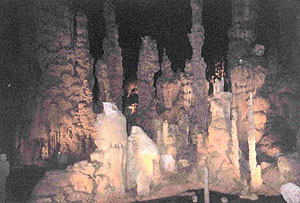
Cathedral Caverns

Der Cathedral Caverns State Park liegt zwischen Grant und Woodville in den Gunters Mountains im Marshall County (Alabama) des US-Bundesstaates Alabama. Der State Park besteht aus einer ausgebauten Schauhöhle und 187 ha oberirdischer Parkfläche mit Wanderwegen, Picknickplätzen, Campinggelände und einer Kletterwand.
Die ältesten Siedlungsspuren weißer Siedler stammen von 1803 als Hans Kennamer 275 m vom Höhleneingang entfernt ein Haus erbaute und namensstiftend für die Kennamer Cove wirkte.
Jay Gurley erkundete die 160 acre große Höhle 1952, erwarb sie und begann mit dem Ausbau zur Schauhöhle, der Anlage von Wegen zur Höhle, der Verkabelung und Ausleuchtung mit insgesamt 80.000 Watt. Ein Jahrzehnt später waren jährlich 24.000 Besucher zu verzeichnen. Zu den Sehenswürdigkeiten zählen der Höhleneingang mit 7,6 m Höhe und 38,4 m Breite, der Stalagmit „Goliath“ mit 13,7 m Höhe und 74 m Umfang sowie die Gesteinsformation „Frozen Waterfall“. Nach 20 Jahren musste Gurley die Höhle aus finanziellen Gründen schließen.
1972 wurde die Cathedral Cavern als National Natural Landmark ausgezeichnet.
Das Alabama Department of Conservation and Natural Resources erwarb die Höhle 1987 und deklarierte den Cathedral Caverns State Park. Im folgenden Jahr wurden bei archäologischen Untersuchungen durch die University of Alabama und Jacksonville State University im Eingangsbereich Speerspitzen, Pfeilspitzen, Gefäßscherben, Feuersteine und überwiegend Tierknochen von kleinen Tieren gefunden. Die ältesten Artefakte ließen sich 9000 Jahre zurückdatieren, die jüngsten waren 200 Jahre
alt. Die Gesteinsformationen in der Höhle sind vor mehreren Millionen Jahre entstanden.
Im inneren herrscht ein gleichbleibendes Klima mit 15,6 °C. Der Mystery River durchfließt die Höhle und kann je nach Niederschlagsmenge Schwankungen der Wassertiefe zwischen 15 cm und 12 m aufweisen.
Im Jahr 1995 fanden Dreharbeiten für den Spielfilm Tom and Huck im Inneren statt. In den folgenden Jahren schlossen sich Restaurierungsarbeiten an, sodass eine Wiedereröffnung für Touristen im Mai 2000 stattfinden konnte.